# Kratos
În mitologia greacă, Kratos sau Cratus (greaca veche: Κράτος, în traducere „putere”) este fiul lui Pallas și Styx și reprezentarea forței omenești și puterii. Kratos și frații/surorile sale Nike („izbânda”), Bia⁠(d) („forța”) și Zelus⁠(d) („râvna”) sunt fiecare personificarea unei trăsături specifice. Kratos este menționat pentru prima dată alături de frații și surorile sale în Teogonia lui Hesiod. Potrivit lui Hesiod, ei locuiesc alături de Zeus deoarece mama lor, Styx, a venit prima la el pentru a cere o poziție în regimul său, astfel că el a onorat-o pe ea și pe copiii ei cu poziții înalte. Kratos și sora sa Bia sunt cel mai bine cunoscuți pentru apariția lor în scena de deschidere a tragediei lui Eschil, Prometeu încătușat⁠(d). Acționând ca pioni ai lui Zeus, ei îl conduc pe scenă pe titanul captiv Prometeu. Kratos îl obligă pe blândul zeu fierar Hefaistos să-l înlănțuie pe Prometeu de o stâncă ca pedeapsă pentru că a furat focul.
Kratos este caracterizat ca fiind brutal și fără milă, batjocorindu-i în mod repetat atât pe Hefaistos, cât și pe Prometeu și susținând utilizarea violenței inutile. El apără dominația opresivă a lui Zeus și prezice că Prometeu nu va scăpa niciodată din lanțurile sale. În Hoeforele de Eschil, Electra⁠(d) îi cheamă pe Kratos, Dike⁠(d) („dreptatea”) și Zeus pentru a-l ajuta pe fratele ei, Oreste, să răzbune uciderea tatălui lor, Agamemnon. Kratos și Bia apar pe un skyphos⁠(d) atic de la sfârșitul secolului al V-lea î.Hr. care ilustrează pedeapsa lui Ixion⁠(d), posibil bazat pe o scenă dintr-o tragedie pierdută a lui Euripide. Ei apar, de asemenea, în reprezentările și adaptările romantice de la sfârșitul secolului al XVIII-lea și al XIX-lea ale încătușării lui Prometeu.

## În literatura și arta Greciei antice

### Teogonia
Kratos și frații/surorile sale sunt menționați pentru prima dată în Teogonia, o tragedie compusă de poetul beoțian Hesiod la sfârșitul secolului al VIII-lea î.Hr. sau începutul secolului al VII-lea î.Hr. Hesiod afirmă: „Și Styx, fiica lui Ocean, i s-a alăturat lui Pallas și i-a născut în casă pe Zelus («râvna») și Nike («izbânda»). De asemenea, ea i-a născut pe Kratos («puterea») și Bia («forța»), copii minunați. Aceștia nu au altă casă afară de Zeus, nici locuință, nici cale decât cea pe care îi conduce Dumnezeu, dar ei locuiesc mereu cu Zeus, marele tunător”. Aici Kratos este enumerat doar ca o abstracție zeificată, fără alte detalii. Hesiod continuă să explice că motivul pentru care copiilor lui Styx li s-a permis să locuiască cu Zeus a fost pentru că Zeus a anunțat după titanomahie⁠(d) că toți cei care nu ocupaseră funcții sub Cronos vor primi funcții în regimul său. Pentru că Styx a venit prima la Zeus, împreună cu copiii ei, Zeus i-a onorat ca printre cei mai înalți membri ai noului său regim. Potrivit istoricului Diana Burton, schimbarea voluntară a loialității lui Styx, Zelus, Nike, Kratos și Bia reprezintă certitudinea victoriei lui Zeus asupra titanilor. În timp ce zeițele Dike⁠(d) („dreptatea”), Eunomia⁠(d) („legea”) și Eirene⁠(d) („pacea”) reprezintă beneficiile domniei lui Zeus, Kratos și frații/surorile sale reprezintă munca necesară pentru a construi acel regim.

### Prometeu încătușat

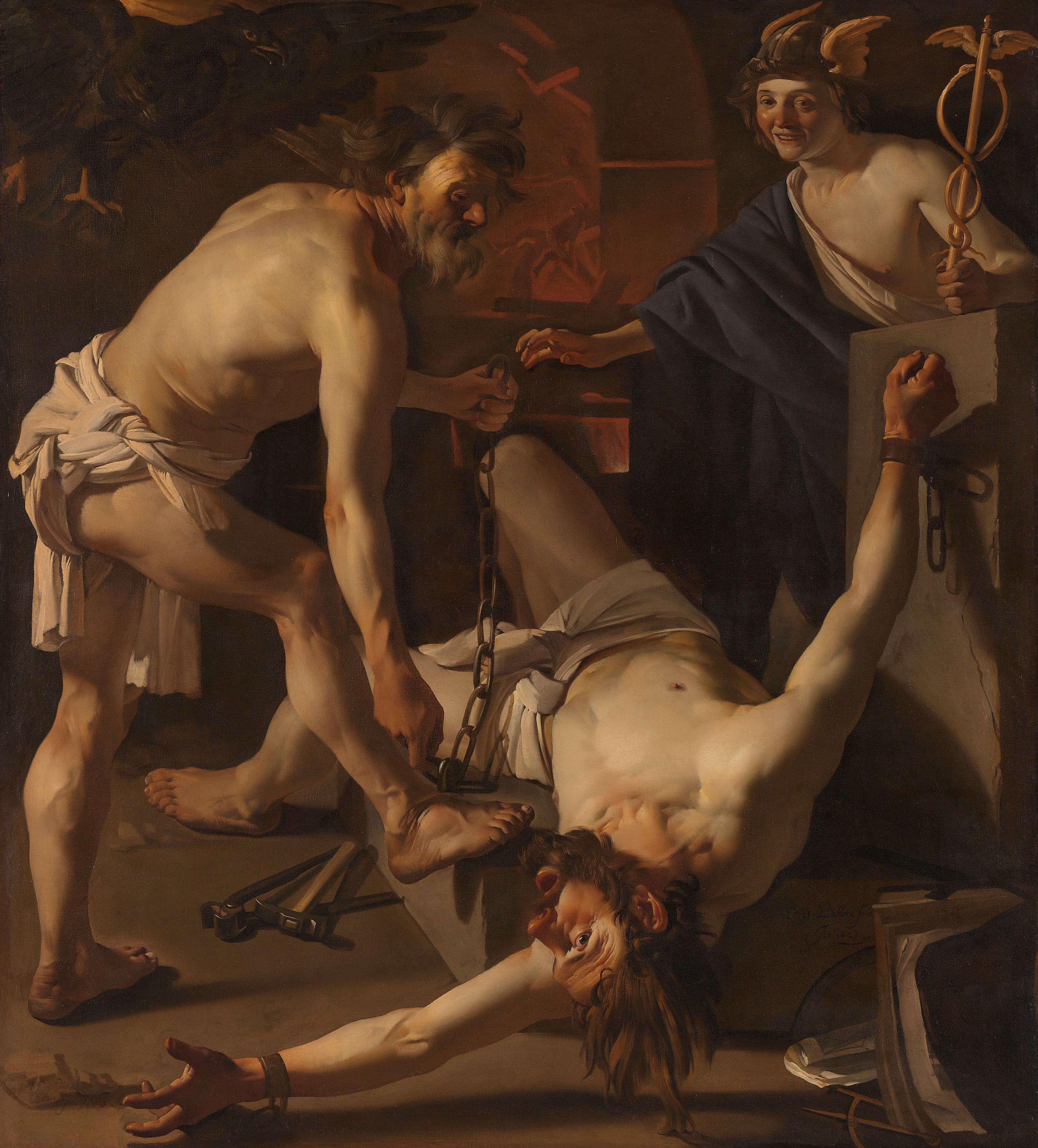
(1623) de. În, Kratos (care nu este ilustrat în acest tablou) este cel care i-a poruncit lui Hefaistos să-l înlănțuie pe Prometeu.

În scena de deschidere a tragediei Prometeu încătușat⁠(d), care este atribuită în mod tradițional lui Eschil, Kratos și sora sa Bia⁠(d) îl duc pe Prometeu într-un loc îndepărtat din sălbăticia scită, unde va fi înlănțuit de o stâncă. Acest ordin a venit de la însuși Zeus, iar Kratos și Bia sunt portretizați ca fiind întruchiparea noului regim al lui Zeus. Prezența lui Kratos și Bia și absența lui Nike și Zelus indică portretizarea în piesă a lui Zeus ca fiind tiranic, deoarece Kratos și Bia reprezintă aspectele cele mai tiranice ale autorității. Kratos, în special, reprezintă ceea ce profesorul Ian Ruffell numește „genul de bătăuș necomplicat pentru care regimurile despotice oferă nenumărate oportunități de angajare”. El impune puterea lui Zeus prin brutalitate fizică și lipsă de milă. Bia, deși prezentă în scenă, nu are nicio replică; doar Kratos vorbește.
Kratos îl constrânge pe blândul zeu fierar Hefaistos să-l înlănțuie pe Prometeu de stâncă. Hefaistos deplânge suferințele pe care Prometeu urmează să le îndure, ceea ce îl determină pe Kratos să-l ridiculizeze. Kratos pune semnul egal între domnia legii și domnia fricii și condamnă mila ca fiind o pierdere de timp. Hefaistos și Kratos sunt de acord că Zeus este „opresiv” (în traducere literală „greu”). Kratos consideră justiția (δίκη) ca fiind un sistem de ierarhie cosmică în care monarhul, Zeus, decide cine primește anumite privilegii și cine nu. Oricine încalcă această diviziune socială este un transgresor care trebuie pedepsit. Kratos afirmă că, sub conducerea unui monarh precum Zeus, nimeni în afară de Zeus însuși nu este cu adevărat liber. Aici Hefaistos cade de acord.
Kratos îi ordonă în repetate rânduri lui Hefaistos să folosească mai multă violență decât este necesar pentru a-i provoca cât mai multă durere lui Prometeu. Mai întâi îi ordonă lui Hefaistos să îi bată mâinile lui Prometeu în cuie pe stâncă, apoi îi ordonă să îi înfigă o pană de oțel în piept. În cele din urmă, îi ordonă să îi lege picioarele lui Prometeu pentru a-l imobiliza. Hefaistos îl critică pe Kratos, spunându-i că discursul său este la fel de urât ca și aspectul său fizic. În replică, Kratos îi spune: „Fii blând. Nu-mi arunca în față «voința» și «asprimea» mea”. După ce Prometeu a fost legat, Hefaistos, Bia și Kratos părăsesc scena, Kratos fiind ultimul care pleacă. Chiar înainte de a ieși din scenă, Kratos își bate joc de Prometeu, spunând că nu va scăpa niciodată din lanțuri și că nu-și merită numele (în greacă, Prometeu înseamnă „previziune”). Potrivit istoricului Robert Holmes Beck, descrierea de către Eschil a pedepsei aspre a lui Prometeu a fost concepută ca un exemplu despre cum trebuie pedepsiți infractorii pentru a-i descuraja pe alții să nu mai încalce legea. În această interpretare, cruzimea lui Kratos nu este menită să fie percepută ca excesivă, ci mai degrabă ca o aplicare corectă a justiției.

### Alte apariții
În Hoeforele de Eschil, Electra⁠(d) îi cheamă în ajutor pe Kratos, Dike⁠(d) și Zeus în încercarea ei și a fratelui ei Oreste de a răzbuna uciderea tatălui lor Agamemnon de către mama lor Clitemnestra. Dialogul Protagoras al lui Platon, scris în secolul al IV-lea î.Hr., include o relatare a legendei lui Prometeu în care Prometeu a furat focul din templul Atenei și a lui Hefaistos, nu din cetatea lui Zeus, deoarece „gărzile lui Zeus” (Διὸς φυλακαί) erau prea înspăimântătoare. Identitatea acestor „gărzi” este necunoscută și contestată.
Reprezentări ale lui Kratos și Bia în arta Greciei antice sunt extrem de rare. Singura reprezentare cunoscută a lui Kratos și Bia, care s-a conservat până în prezent, este pe un skyphos⁠(d) al pictorului Meidias⁠(d) sau al unui membru al cercului său, care este datat la sfârșitul secolului al V-lea î.Hr. și ilustrează pedeapsa lui Ixion⁠(d). Vaul se află în colecția privată a lui Herbert Cahn din Basel, Elveția, și doar puțin din părul lui Kratos mai este vizibil pe fragmentele rămase. Una din mâinile Biei se vede sprijinind roata de care este legat Ixion. Istoricul H. A. Shapiro presupune că aceasta este probabil reprezentarea unei scene din tragedia pierdută Ixion a lui Euripide, care probabil a împrumutat figurile lui Kratos și Bia din Prometeu încătușat. Kratos este enumerat ca unul dintre fiii lui Pallas și Styx în Biblioteca⁠(d) lui Pseudo-Apolodor.

## Rolul în cultura modernă
În 1772, Thomas Morell⁠(d) și-a publicat traducerea în engleză a Prometeu încătușat sub titlul Prometheus in Chains (din engleză Prometeu înlănțuit), punând la dispoziție lucrarea pentru prima dată publicului britanic. Patru ani mai târziu, aboliționistul Richard Potter a publicat o traducere completă în engleză a tuturor tragediilor lui Eschil. Scena din Prometeu încătușat în care Hefaistos îl înlănțuiește pe Prometeu pe un versant de munte cu ajutorul lui Kratos și Bia a captat imaginația romanticilor din secolele al XVIII-lea și al XIX-lea și a devenit o lentilă prin care aceștia analizau chestiunile legate de relațiile dintre revoluție și tiranie, sclavie și libertate, război și pace.
Traducerea lui Richard Porson⁠(d) din 1795 a Prometeu încătușat a fost ilustrată cu desene de John Flaxman care arată celebra scenă de încătușare. Între 1798 și 1799, George Romney a produs o serie de desene cu scene din Prometeu încătușat, inclusiv cea de înlănțuire. Atât în ilustrațiile lui Flaxman, cât și în cele ale lui Romney, Kratos și Bia sunt prezentați împreună în simetrie. În 1819, Percy Bysshe Shelley a adaptat mitul lui Prometheus pentru propria sa piesă Prometeu descătușat⁠(d).

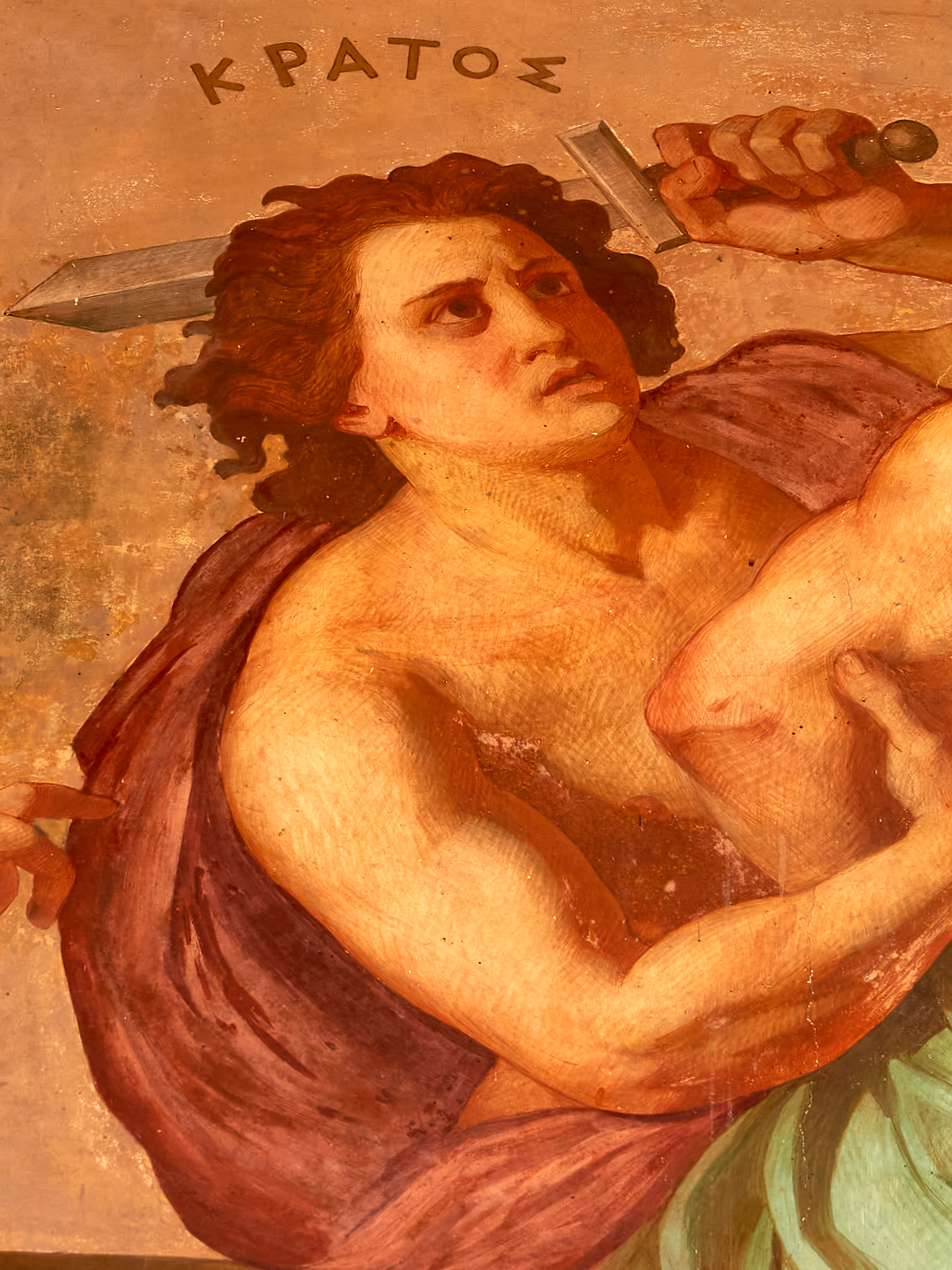
Pictură murală cu Kratos la Universitatea Națională și Capodistriană din Atena, Grecia

În opera în trei acte a lui Gabriel Fauré, Prométhée⁠(d), interpretată pentru prima dată în 1900, cu un libret francez scris de poeții Jean Lorrain⁠(d) și André-Ferdinand Hérold, scena de la începutul lui Prometeu încătușat, în care Kratos îl constrânge pe Hefaistos să-l lege pe Prometeu, este parafrazată fidel. Dialogul lui Hefaistos și Kratos este însoțit de o melodie care conține „aluzii impresioniste⁠(d) la gama lui Debussy”. Fauré era cunoscut pentru muzica sa de cameră blândă și elegantă, de aceea „furia odioasă” a muzicii din spatele dialogului lui Kratos și Bia a uimit publicul.
Un personaj numit Kratos⁠(d) apare în franciza de jocuri video God of War, în care primele șapte jocuri sunt bazate pe mitologia greacă. Personajul este reprezentat drept ceea ce savantul clasic Sylwia Chmielewski numește „un anti-erou herculean, profund tragic, care, după ce și-a ucis familia, trebuie să spele miasma pentru a-și recăpăta liniștea sufletească”. Personajul Kratos a primit acest nume spre sfârșitul dezvoltării jocului original din 2005. Creatorii au ales numele ca echivalent grecesc al „puterii”, neștiind că adevăratul personaj mitologic pe nume Kratos a apărut în Prometeu încătușat. Stig Asmussen⁠(d), regizorul lui God of War III⁠(d) din 2010, a numit coincidența „o eroare fericită”, remarcând că Kratos din joc și cel din Prometeu încătușat sunt ambii „pioni”. Zoran Iovanovici de la California State University, Long Beach⁠(d) a remarcat cu ironie că, în timp ce miticul Kratos este cunoscut ca înlănțuitorul lui Prometeu, în God of War II din 2007, personajul este cel care îl eliberează. Chmielewski afirmă că personajul Kratos din jocul video se bazează pe alte figuri din mitologia greacă, printre care eroii Perseu, Tezeu și Ahile, cea mai puternică influență fiind eroul Heracles. Seria de jocuri îl prezintă pe Kratos ca fiind brutal și violent față de oamenii nevinovați. În God of War III, el distruge majoritatea zeilor greci, care sunt înfățișați ca „corupți și răzbunători”, și restabilește starea de haos primordial în Grecia.